# Vládní obvod Karlsruhe
Vládní obvod Karlsruhe (německy Regierungsbezirk Karlsruhe) je jeden ze čtyř vládních obvodů spolkové země Bádensko-Württembersko v Německu. Nachází se zde pět městských okresů a sedm zemských okresů. Hlavním městem je Karlsruhe. V roce 2010 zde žilo 2 740 279 obyvatel.

## Městské okresy
1. Baden-Baden
2. Heidelberg
3. Karlsruhe
4. Mannheim
5. Pforzheim

## Zemské okresy
1. Calw
2. Enz (Enzkreis)
3. Freudenstadt
4. Karlsruhe
5. Neckar-Odenwald (Neckar-Odenwald-Kreis)
6. Rastatt
7. Rýn-Neckar (Rhein-Neckar-Kreis)